# 柳田浩
柳田 浩（やなぎた ひろし、1940年7月10日 - 2017年7月19日）は、日本の経営者。日本触媒社長を務めた。大阪府出身。

## 経歴
1963年に神戸大学経営学部を卒業し、同年に日本触媒化学工業(後の日本触媒)に入社。1995年2月に取締役に就任し、1998年6月に常務を経て、2000年6月には社長に就任。2005年6月から相談役を務めた。
2017年7月19日、死去。77歳没。